# コンスタンティン・ヴァシリエフ
コンスタンティン・ヴァシリエフ（Konstantin Vassiljev、1984年8月16日 - ）は、旧ソヴィエト連邦、エストニア、タリン出身のサッカー選手。ポジションはMF。

## 来歴

### クラブ
主なポジションはセンターハーフや、攻撃的MFを務める。母国のFCレバディア・タリンでゴールを量産して、スロベニアでのプレーを経て、2011年8月、ロシア・プレミアリーグのFCアムカル・ペルミへ移籍。

### 代表
2006年5月31日に行われた国際親善試合、ニュージーランド代表戦で代表デビューを飾る。2009年3月28日のワールドカップ予選・アゼルバイジャン戦で代表初ゴールを記録。